# Mondseekultur
Die Mondseekultur ist eine archäologische Kultur des Jungneolithikums in Mitteleuropa, die von etwa 3800 bis 3300 v. Chr. im Salzkammergut und angrenzenden Gebieten existierte.
Die Fundstellen am Mondsee und Attersee gehören seit 2011 zum grenzübergreifenden UNESCO-Welterbestätte Prähistorische Pfahlbauten um die Alpen.

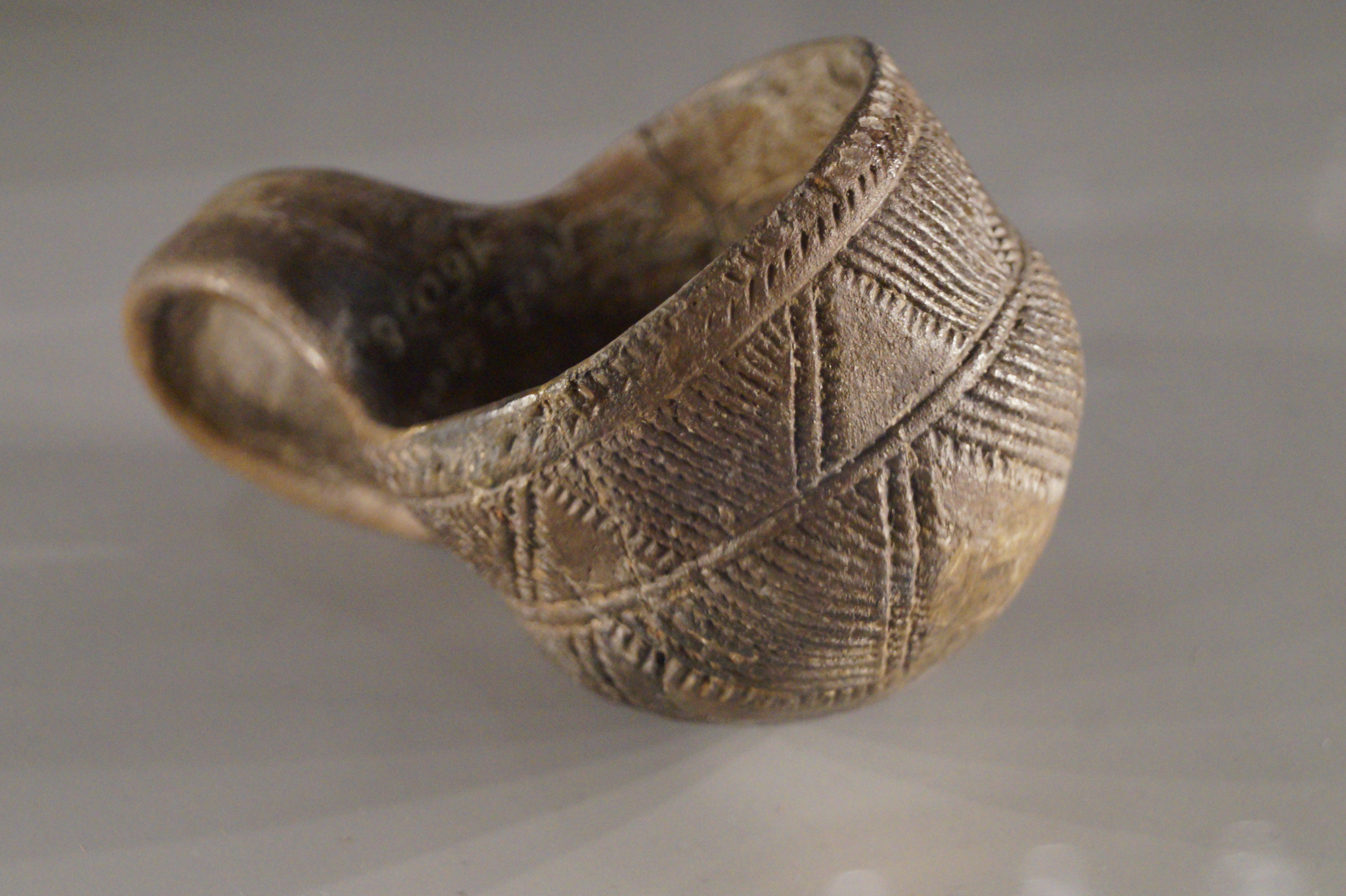
Tasse mit Furchenstich

## Forschungsgeschichte
Die Entdeckung der Mondseekultur ist dem Archäologen Matthäus Much zu verdanken. In den Jahren 1870 bis 1872 förderte dieser im Mondsee Reste von vorgeschichtlichen Pfahlbauten zutage. Bei den Freilegungen dieser Fundplätze fand Much reiche Überreste der materiellen Kultur. In Zusammenarbeit mit Moriz Hoernes wurden die Siedlungen und das Fundgut in das regionale Spätneolithikum bzw. Äneolithikum datiert. Anlass dafür gaben Untersuchungen der Keramik und Kupferfunde. Die Entdeckungen wurden allerdings erst 1927 von Leonhard Franz und Josef Weninger publiziert. Der Prähistoriker Paul Reinecke war davon überzeugt, dass die Mondseekultur in Zusammenhang zur Altheimer Gruppe zu stellen sei, da sich beide Gruppen in den spätneolithischen Kulturkreis einfügen. Unterstützt wurde dieser durch den Wiener Prähistoriker Richard Pittioni. Ihm fiel eine Verwandtschaft zu Elementen der Trichterbecherkultur auf, was ihn wiederum annehmen ließ, dass beide Gruppen sich aus dieser heraus entwickelten.
Dem entgegen stand die Meinung von Jürgen Driehaus, der im Jahre 1960 die Altheimer Gruppe dem Kulturkomplex seines „Nordalpinen Kreises“ im Jungneolithikum zuordnete. Die Mondseekultur hingegen gehöre nicht dazu und sei jünger als die Altheimer Gruppe, woraus sich die Konsequenz einer endneolithischen Zeitstellung ergäbe. Lediglich die Anfänge überschneiden sich mit dem Ende von Altheim im Jungneolithikum. Indizien dafür sah Driehaus u. a. in den Furchstich- und der Kerbleistenkeramiken des Salzburger Landes. Seine hypothetische Datierung fand später bei dem deutschen Prähistoriker Hermann Müller-Karpe Anklang. Es war Kurt Willvonseder, der es sich in den Jahren 1963 bis 1968 zur Aufgabe machte, die Mondseekultur in ihrem Gesamtbestand des ihm vorliegenden Materials zu erfassen und zu ordnen. Angelehnt an R. Pittioni nahm er seine Unterscheidung anhand der Kupferfunde vor. Er unterteilte sie in vier verschiedene Formengruppen, die sich periodisch folgend, vom Äneolithikum bis in die Urnenfelderkultur erstreckten. Bei ihm entwickelte sich die Mondseekultur in Oberösterreich aus der Münchshöfener Kultur heraus und lässt Einflüsse der mährisch-niederösterreichischen Trichterbecherkultur erkennen. Die Verzierungstechnik des keramischen Furchenstichs gelangte in einer späteren Phase, mitsamt ersten Metallimporten aus den östlich gelegenen Gebieten in die Region des Salzkammerguts.
Die neuere Forschung basiert auf den Forschungen P. Reineckes und R. Pittionis. Sie ordnet der Mondseekultur eine Zeitstellung im Jungneolithikum zu und sieht einen engen Zusammenhang zur Altheimer Gruppe. Die Ablösung der Mondseekultur durch andere Keramikformen wird mit der Station Misling II am Attersee angezeigt, die typisch endneolithische Gefäße verbunden mit einem entsprechenden 14C-Datum um 3000 v. Chr. aufweist.

## Materielle Kultur
Eine Leitform der Mondseekeramik ist der verzierte und unverzierte Henkelkrug. Dieser besitzt häufig eine birnenartige Form und einen langen bandförmigen Henkel. Manchmal ist Letzterer über den Mundsaum des Gefäßes emporgezogen. Neben dem Krug sind auch Tassen und tonnenförmige oder doppelkonische Henkelbecher für die Keramik der Mondseekultur typisch. Das Charakteristische sind allerdings nicht die Gefäßformen. Der sog. Mondsee-Typus zeichnet sich durch die Art und Weise des aufgetragenen Dekors und seiner Elemente aus. Es finden sich geglättete, hart bis mäßig gut gebrannte Tonüberreste. Auf dieser Grundlage aufbauend, besaßen die Gefäße eine graue bis schwarze Farbe. Auffällig in endneolithischer und frühbronzezeitlicher Zeit sind nun die weißen Ornamentmuster der Gefäße. Die Verzierungen wurden tief eingestochen, um sie mit Kalkinkrustation zu füllen. Es handelt sich hierbei um ein Gemisch aus kristallinem, kohlensauren Kalk (Kalkspat), weißer Bergkreide aus den nahegelegenen mitterweißenbacher Kreidebrüchen und abgelöschtem Kalk. Um den Zusammenhalt dieses Gemenges zu sichern, verwendete man gebrannte Knochenasche als Bindemittel. Diese Erkenntnis basiert auf Untersuchungen des Archäologen Matthäus Much. Bei den Inkrustationen bildeten umlaufende Linienbänder mit hängenden oder stehenden Dreiecken (z. T. schraffiert) und rundlichen Einstempelungen häufig das Halsmuster der Objekte. Außerdem treten Punktreihen und konzentrische Kreise mit oder ohne Radialstricheln auf. Im Bauchbereich verwendete man ein so genanntes Sonnenmuster. Dies fand man gelegentlich auch mit schraffierten Dreiecken verziert. Weiterhin sind Voluten aus Leiterband und linienbandkeramische Bogenhaken und Girlanden belegt. Neben diesen Mustern zierte ein aus der Lengyel-Kultur bekanntes Motiv von ineinander gesetzten Winkelhaken die Gefäße.
Zum Steinschmuck zählen Steinperlen und Steinscheiben mit konischer Oberseite und v-förmiger Lochung auf der Unterseite (2 bis 5 cm im Durchmesser). Die Steinperlen, weisen unterschiedliche Formen und Größen auf (2 bis 10 mm). Es gibt olivenförmige, doppelkonische, zylindrische, ovale und scheibenförmige. Rohmaterial und Halbfabrikate finden sich ebenfalls im Fundmaterial. Das Rohmaterial besteht aus Bergkristall, Geröllen, Graphit, Rötel, und fossiler Kohle. Steingeräte sind Klopf-, Schleif- und Kochsteine, Netzsenker und Reibplatten.
Die Kupfer- und Bronzeinventare der Mondseekultur waren reich an Funden. U.a. fand man eine Vielzahl an Schmelzschalen, Gussformen und Gusstropfen, was auf eine Tätigkeit der Herstellung von metallenen Werkzeugen schließen lässt. Zu den wichtigsten Funden zählen Flachbeile des Typus Altheim und Vinca. Zudem barg man Griffplattendolche, Pfrieme (mit vierkantigem Querschnitt), kleine Spiralrosetten und ebenfalls kleine Messerklingen. Letztere weisen eine konvexe Schneide auf. Die Forschung geht davon aus, dass die Mondseekultur in einen Zusammenhang mit der ostalpinen Kupfergewinnung zu stellen ist. Diese Hypothese wird durch eine metallurgische Untersuchung der Flachbeile gestützt. Ihr Arsengehalt weist auf das nahe der Salzkammergutseen gelegene Kupferabbaugebiet des Mitterberges hin. Ob die Mondseekultur allerdings an dem Abbau beteiligt war, ist nicht vollständig geklärt. Eine Aktivität unter Tage wurde noch nicht nachgewiesen.

## Datierung
Kalibrierte Radiokohlenstoffdaten datieren die Mondseekultur von etwa 3770 v. Chr. bis 2260 ±90 v. Chr.
Der Grund des abrupten Endes ist bisher nicht bekannt. Der deutsche Geoarchäologe Alexander Binsteiner entdeckte im Jahre 2008 am Schafberg nahe See am Mondsee Hinweise auf einen vorgeschichtlichen Bergsturz. Dieser Bergsturz, dessen Schüttung heute Mondsee und Attersee trennt (Lauf der Seeache), könnte die Kultur in einem Binnentsunami ausgelöscht haben. Durch geschätzte 50–100 Mio. Kubikmeter Blockschutt dürfte der Seespiegel des Mondsee um zwei bis vier Meter gestiegen sein.
Für etwa ein Jahrtausend waren die Seeufer von Mond- und Attersee wohl unbesiedelt. Erst aus der Frühbronzezeit gibt es wieder einige wenige Pfahlbauten, was auf zögerliche Wiederbesiedlung schließen lässt. Hier ist die 1977 durch Elisabeth Ruttkay ergrabene Station Abtsdorf und die daraus abgeleitete Attersee-Gruppe zu nennen. Anhand der Keramik ist eine Einstufung in die frühbronzezeitlichen Stufen A2/B1 nach Reinecke möglich.

## Verbreitung
Die Mondsee-Gruppe war im ostalpinen Raum verbreitet. Dabei bilden der im oberösterreichischen Salzkammergut gelegene Mond- und Attersee das Kerngebiet. An den Uferbereichen der Seen fand der Archäologe Matthäus Much im Jahre 1871 ca. 20 Feuchtbodensiedlungen (sogenannte Pfahlbauten), welche durch spätere Landfunde, sowohl in Ober-, als auch im westlichen Niederösterreich und Landkreis Salzburg ergänzt wurden. Strittig ist der Siedlungsfund des oberbayrischen Auhögl bei Hammerau. Die jungneolithische Siedlung ist Teil eines Kulturkreises, der sich aus der Mondsee- und der benachbarten Altheimer Gruppe zusammensetzt. Der Fundort wird je nach Literatur unterschiedlich behandelt.

## Fundorte
Orte von Pfahlbauresten und anderen Fundgattungen:
- Mondsee: Mooswinkel, Scharfling (dort auch Funde des 5. Jtsd.),[12] See am Mondsee
- Attersee: Abtsdorf II[11] und III, Attersee, Aufham, Misling I+II, Litzlberg Nord und Süd, Seewalchen, Weyregg I[11]
- Hafnersee in Kärnten (?): Hafnersee Mitte[4][10][13]

See am Mondsee, Litzlberg Süd und Abtsdorf III gehören zum UNESCO-Welterbe (und Abtsdorf I, das aber bronzezeitlich 1500–1000 datiert wird).